# Sestércio

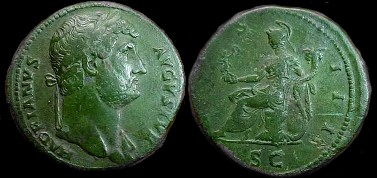
Sestércio com a efígie de Adriano (117-138 d.C.)

O sestércio (sestertius, em latim) era uma antiga moeda romana. O nome provém das palavras latinas semis ("meio") e tres ("três"), isto é, "meio terceiro", porque valia dois asses e meio.

## História
O sestércio foi criado por volta de 211 a.C. como uma pequena moeda de prata que valia um-quarto de denário (e, portanto, um-centésimo de um áureo). Quando o valor do denário foi reajustado para 16 asses, o sestércio também sofreu um reajuste, passando a valer 4 asses (mantendo, portanto a paridade equivalente a um-quarto de denário).
Em 23 a.C., a reforma monetária de Augusto transformou o sestércio numa moeda grande de bronze; da mesma forma que o dupôndio, era feito com uma liga dourada chamada oricalco. Circulou até meados do Século III.